# ジャック・クルーシェン
ジャック・クルーシェン（Jack Kruschen,  1922年3月20日 - 2002年4月2日）は、アメリカ合衆国の俳優である。ジャック・クラスチェンやジャック・クラシェンとも表記される。

## 来歴
1922年、カナダのマニトバ州ウィニペグに生まれる。ロシア移民のユダヤ系の家系だった。1940年代にラジオ業界からキャリアをスタート。ラジオドラマに出演したり、脚本を書いたりなどして実力を発揮し、1949年には『Red, Hot and Blue』で映画デビューを果たす。1950年代からはコンスタントに映画やテレビドラマシリーズなどへ出演して知名度を上げ、1960年に出演したビリー・ワイルダー監督のコメディ映画『アパートの鍵貸します』ではジャック・レモン、シャーリー・マクレーンらと共演してアカデミー助演男優賞にノミネートされた。他にも、ジョージ・パル製作の『宇宙戦争』などの話題作へも出演している。その後も俳優活動を続けており、1990年代には『フルハウス』や『新スーパーマン』などのテレビドラマへも出演した。

### 死去
俳優活動は1997年を最後に引退しており、晩年はアリゾナ州で過ごしていたが、2002年に死去。80歳だった。

## 出演作品

### 映画
- Red, Hot and Blue (1949)
- Women from Headquarters (1950)
- 復讐鬼 No Way Out (1950)
- ゼロへの逃避行 Where Danger Lives (1950)
- 最後の賭け Gambling House (1950)
- 腰抜けペテン師 The Lemon Drop Kid (1951)
- Confidence Girl (1952)
- Tropical Heat Wave (1952)
- 宇宙戦争 The War of the Worlds (1953)
- 凸凹火星探検 Abbott and Costello Go to Mars (1953)
- A Blueprint for Murder (1953)
- 底抜けふんだりけったり Money from Home (1953)
- Tennessee Champ (1954)
- Dial Red O (1955)
- Soldier of Fortune (1955)
- 二十四時間の恐怖 The Night Holds Terror (1955)
- ベニイ・グッドマン物語 The Benny Goodman Story (1956)
- The Steel Jungle (1956)
- 法の外 Outside the Law (1956)
- ジュリー Julie (1956)
- Badlands of Montana (1957)
- Reform School Girl (1957)
- 針なき時計 Cry Terror! (1958)
- Fräulein (1958)
- The Decks Ran Red (1958)
- バッカニア The Buccaneer (1958)
- 巨大アメーバの惑星 The Angry Red Planet (1959)
- 最後の航海 The Last Voyage (1960)
- アパートの鍵貸します The Apartment (1960)
- 愛と哀しみの樹/スタッズ・ロニガン物語 Studs Lonigan (1960)
- 情無用の拳銃 Seven Ways from Sundown (1960)
- 底抜けもててもてて The Ladies Man
- 恋人よ帰れ Lover Come Back (1961)
- 夢の渚 Follow That Dream (1962)
- 恐怖の岬 Cape Fear (1962)
- 第三の脱獄 Convicts 4 (1962)
- マクリントック McLintock! (1963)
- 不沈のモーリー・ブラウン The Unsinkable Molly Brown (1964)
- ボクいかれたヨ! Dear Brigitte (1965)
- ハーロウ Harlow (1965)
- 真昼の衝動 The Happening (1967)
- おしゃれスパイ危機連発 Caprice (1967)
- イスタンブール特急 Istanbul Express (1968) ※テレビ映画
- あひる大旋風 The Million Dollar Duck (1971)
- 炎の復讐 Deadly Harvest (1972) ※テレビ映画
- フリービーとビーン/大乱戦 Freebie and the Bean (1974)
- The Whiz Kid and the Carnival Caper (1976) ※テレビ映画
- Guardian of the Wilderness (1976)
- 悪魔のチアリーダーズ Satan's Cheerleaders (1977)
- Incredible Rocky Mountain Race (1977) ※テレビ映画
- タイムマシン The Time Machine (1978) ※テレビ映画
- サンバーン Sunburn (1979)
- 不正発覚/ スタインメッツ校事件 Cheaters (1980) ※テレビ映画
- ハックルベリーの冒険 The Adventures of Huckleberry Finn (1981) ※テレビ映画
- Under the Rainbow (1981)
- Money to Burn (1983)
- 暗い鏡 Dark Mirror (1984)
- 殺意のサイコロジー Deadly Intentions (1985) ※テレビ映画
- Penny Ante: The Motion Picture (1990)
- アメリカの時計 The American Clock (1993) ※テレビ映画
- 探偵ハート&ハート Hart to Hart: Home Is Where the Hart Is (1994) ※テレビ映画
- あなたに逢えるその日まで… 'Til There Was You (1997)

### テレビドラマ
- ドラグネット Dragnet (1951 - 1959)
- Terry and the Pirates (1952)
- Your Jeweler's Showcase (1952, 1953)
- Treasury Men in Action (1955)
- Our Miss Brooks (1955)
- Public Defender (1955)
- Big Town (1955)
- まったくこの世はすばらしい It's a Great Life (1955)
- Man Against Crime (1956)
- 陽気なライリー The Life of Riley (1956)
- モンテ・クリスト伯 The Count of Monte Cristo (1956)
- ガンスモーク Gunsmoke (1956)
- The Adventures of Jim Bowie (1956, 1957)
- クライマックス! Climax! (1957)
- スーパーマンの冒険 Adventures of Superman (1957)
- ザ・ミリオネア The Millionaire (1957)
- 怪傑ゾロ Zorro (1958)
- Bold Venture (1959)
- シュガーフット Sugarfoot (1959)
- ダズマンS The D.A.'s Man (1959)
- Rescue 8 (1959)
- 決死隊 The Rough Riders (1959)
- ローレス・イヤーズ The Lawless Years (1959)
- 拳銃無宿 Wanted: Dead or Alive (1959)
- アンタッチャブル The Untouchables (1959)
- マーカム Markham (1959)
- アパッチ保安官 Law of the Plainsman (1959)
- バット・マスターソン Bat Masterson (1959)
- ライフルマン The Rifleman (1959, 1960)
- Black Saddle (1960)
- 拳銃街道 Death Valley Days (1960)
- 名探偵ダイヤモンド Richard Diamond, Private Detective (1960)
- Hong Kong (1960)
- 西部の男 The Westerner (1960)
- Harrigan and Son (1961)
- 私立探偵マイケル・シェーン Michael Shayne (1961)
- 裸の町 Naked City (1961)
- 特捜官ニック・ケイン Cain's Hundred (1961)
- ミスター・エド Mister Ed (1962)
- ルート66 Route 66 (1962)
- ローハイド Rawhide (1964)
- バットマン Batman (1966)
- アイ・スパイ I Spy (1966, 1967)
- ボナンザ Bonanza (1966, 1967, 1968)
- 鬼警部アイアンサイド Ironside (1968)
- 西部の王者ダニエル・ブーン Daniel Boone (1969)
- ぼくらのナニー Nanny and the Professor (1970)
- ハワイ5-0 Hawaii Five-O (1970)
- 恋愛専科 Love, American Style (1971)
- メディカル・センター Medical Center (1971, 1975)
- ウィーン諜報網 Assignment: Vienna (1973)
- 刑事コロンボ Columbo (1973)
- ドクター・ウェルビー Marcus Welby, M.D. (1973)
- 警部マクロード McCloud (1974)
- The Wide World of Mystery (1975)
- ロックフォードの事件メモ The Rockford Files (1975)
- ディズニーランド Disneyland (1976)
- エラリー・クイーン Ellery Queen (1976)
- Busting Loose (1977)
- The Life and Times of Grizzly Adams (1977, 1978)
- バーニー・ミラー Barney Miller (1977, 1979, 1982)
- 超人ハルク The Incredible Hulk (1978)
- Dr.トラッパー/サンフランシスコ病院 Trapper John, M.D. (1979, 1981)
- ベガス Vega$ (1980)
- 白バイ野郎ジョン&パンチ CHiPs (1981)
- 大草原の小さな家 Little House on the Prairie (1981)
- かっとび放送局WKRP WKRP in Cincinnati (1982)
- 探偵ハート&ハート Hart to Hart (1982)
- The Devlin Connection (1982)
- おかしな二人 The New Odd Couple (1983)
- 特攻野郎Aチーム The A-Team (1983)
- Zorro and Son (1983)
- マット・ヒューストン Matt Houston (1983, 1985)
- ヒルストリート・ブルース ヒルストリート・ブルース (1984)
- 俺たち賞金稼ぎ!!フォール・ガイ The Fall Guy (1984)
- ウェブスター Webster (1984 - 1989)
- 探偵レミントン・スティール Remington Steele (1985)
- 私立探偵マグナム Magnum, P.I. (1987)
- She's the Sheriff (1987)
- Material World (1990 - 1991)
- フルハウス Full House (1990, 1994)
- ジェシカおばさんの事件簿 Murder, She Wrote (1991)
- マトロック Matlock (1991)
- ベルエアのフレッシュ・プリンス The Fresh Prince of Bel-Air (1993)
- 新スーパーマン Lois & Clark: The New Adventures of Superman (1994)
- TVキャスター マーフィー・ブラウン Murphy Brown (1994)